# Kostřava walliská
Kostřava walliská (Festuca valesiaca) je druh nízké, hustě trsnaté trávy s úzkými ozdobnými listy.

## Výskyt
Je rozšířena z Francie v západní Evropě přes střední a jižní Evropu včetně Balkánu až po Ural v Rusku. Dále roste na Kavkaze, v Západní a Střední Asii, Mongolsku i Číně a na indickém subkontinentu. Tato teplomilná travina roste obvykle roztroušeně ve stepích, v písečných a kamenitých propustných půdách od nížin až do podhůří. Vyžaduje ke zdravému růstu plné oslunění.
V České republice se vyskytuje sice jen roztroušeně, není však přímo ohrožena. V "Černém a červeném seznamu cévnatých rostlin České republiky" je pokládána za rostlinu které nehrozí bezprostřední nebezpečí. Je tam včleněna do kategorie C4a, tj. mezi rostliny které nutno i nadále sledovat.

## Popis
Vytrvalé, nepříliš vysoké trávy rostoucích v hustých trsech a dorůstající v závislosti na přízní podmínek do výše 20 až 50 cm. Z lodyh, s 1 až 2 kolénky v dolní třetině, vyrůstají listy dlouhé 10 až 25 cm a široké jen do 1 mm. Listové čepele jsou drsné, podélně složené, zelené nebo namodralé, obvykle s 5 žilkami. Listy vyrůstají z pochev až k bázi otevřených, mají krátké jazýčky se vzpřímenými oušky. Drsné listy i pochvy jsou lysé nebo mírně chlupaté. Lodyhy odnožují intravaginálně.
Květenství je úzce podlouhlá volná lata, měří od 3 do 10 cm a skládá se z klásků o průměru 6 mm a délce až 2,5 cm. Klásky jsou barvy hnědé nebo purpurové, obsahují po 3 až 5 kvítcích. Spodní kopinaté plevy 2 až 3,5 mm dlouhé mají po 1 žilce, horní široce kopinaté 3 až 5 mm dlouhé jsou 3žilné. Eliptické pluchy měřící 3 až 4 mm jsou ve vrchní části drsné a mají osiny velké 1 až 3 mm. Prašníky dosahují délek 1,5 až 2,5 mm, semeníky jsou lysé. Vykvétá v květnu až srpnu.

## Význam
Na kostřavu walliskou je do značné míry vázán drobný, kriticky ohrožený brouk z čeledi krascovitých váleček český, jehož výskyt je doložen na několika lokalitách výhradně v České republice.
V poslední době se kostřavy walliské užívá často v okrasném zahradnictví, kde se vysazuje do záhonů nebo nádob, je také vděčnou rostlinou ve skalkách. Množí se semeny nebo dělením trsů.

## Taxonomie
Určování druhů středoevropských kostřav je velice nesnadné, je to dáno velkou druhovou diverzitou a podobností jednotlivých taxonů, ve světě existuje asi 360 druhů.
Kostřava walliská je podle podrobného třídění rodu kostřava (Festuca) zařazena do sekce Valesiacae, kde je mj. společně s kostřavou žlábkatou (Festuca rupicola), kostřavou nepravou (Festuca pseudovina) a kostřavou padalmatskou (Festuca pseudodalmatica). Poznávacím znakem sekce jsou listy sterilních výběžků o tloušťce 0,2 až 0,8 mm se 3 až 7 cévními svazky, které mají na vnitřní straně 3 žebra a na příčném řezu přerušený sklerenchymatický provazec ve 3 svazcích (ojediněle mohou mít ještě 2 slabé boční provazce).